# Melissa Sagemiller
Melissa Sagemiller (1er juin 1974 , Washington) est une actrice américaine.

## Biographie
Melissa Sagemiller est née d'une mère femme politique et d'un père joueur de football américain, qui a joué à la NFL pour les Giants de New York et les Redskins de Washington. Elle est diplômée de Georgetown Day School, ainsi que de l'université de Virginie avec un diplôme en histoire. Elle pratique plusieurs types de danse depuis qu'elle a trois ans et a été mannequin pour représenter des bijoux.

## Filmographie

### Cinéma
- 2001 : Get Over It : Allison McAllister
- 2001 : Soul Survivors : Cassie
- 2002 : Sorority Boys : Leah
- 2004 : Love Object : Lisa Bellmer
- 2004 : L'Enlèvement (The Clearing)  : Jill Hayes
- 2005 : Standing Still : Samantha
- 2006 : Coast Guards (The Guardian) : Emily Thomas
- 2007 : Mr. Woodcock : Tracy Detweiller
- 2010 : In Fidelity : Nicole / Pamela
- 2013 : Le Pouvoir de Noël (All I Want for Christmas) : Elizabeth
- 2014 : Santa Con : Carol Guthrie

### Télévision
- 2000 : New York, unité spéciale (saison 1, épisode 12) : Becky Sorenson
- 2005-2006 : Sleeper Cell : Gayle
- 2008 : Raising the Bar : Justice à Manhattan (série TV) : Michelle Ernhardt
- 2010-2011 : New York, unité spéciale (saison 12, épisodes 6, 7, 8, 10, 11, 12, 13, 15, 16 et 19) : substitut du procureur Gillian Hardwicke
- 2014 : Person of interest : Sandra Nicholson
- 2014 : L'arnaque de Noël  (téléfilm) : Carol
- 2014 : Chicago PD : Inspecteur Julia Willhite